# Solidaritat-People Before Profit
Solidaritat-People Before Profit (irlandés: Dlúthphairtíocht–Pobal Roimh Bhrabús; anglés: Solidarity–People Before Profit) és una aliança electoral a Irlanda, formada per dos partits socialistes i trotskistes: People Before Profit (PBP) i Solidaritat el 2015. Des de 2019, l'aliança també inclou el partit RISE, partit que finalment acabaria unint-se al PBP. Cada formació política té una organització i identitat separades.

## Antecedents
Sota la normativa del Dáil Éireann, un grup parlamentari ha de tindre 5 TD o més per aconseguir drets plens en termes d'intervencions en la cambra. A més, els partits polítics que aconseguisquen el 2% o més en el vot nacional reben finançament extra des de l'estat per les activitats polítiques. Combinant els escons i vots de People Before Profit i de l'Aliança Antiausteritat s'incrementarien les probabilitats d'arribar a aquests llindars. People Before Profit va participar en una aliança electoral anomenada Aliança de l'Esquerra Unida al començament de la dècada de 2010, i en molts sentits va servir de precursora d'aquesta aliança.
L'aliança electoral buscava incrementar la veu socialista al parlament, i el seu programa es comprometia a abolir les taxes sobre l'aigua, la càrrega social universal sobre les classes mitjanes baixes, i altres mesures d'austeritat implementades a Irlanda. Així mateix, l'aliança diu representar el 57% de la gent que va boicotejar el pagament de les taxes sobre l'aigua, a més de dir-se ser portaveu de la classe treballadora al parlament.
L'any 2019, el TD de Solidaritat Paul Murphy va formar RISE, un nou partit polític que immediatament va esdevindre el tercer membre de l'aliança.

## Resultats electorals

### Eleccions generals
| Any  | Vots 1a pref. | %         | Escons  | +/- |
| ---- | ------------- | --------- | ------- | --- |
| 2016 | 84.168        | 3.9% (#5) | 6 / 158 | ▲2  |
| 2020 | 57.420        | 2,6% (#7) | 5 / 160 | ▼1  |
| 2024 | 62,481        | 2.84 (#9) | 3 / 174 | ▼2  |

### Eleccions locals
| Any  | Vots 1a pref. | %    | Escons   | +/- |
| ---- | ------------- | ---- | -------- | --- |
| 2019 | 32.883        | 1,9% | 11 / 949 | Nou |
| 2024 | 22,231        | 1.5% | 13 / 949 | ▲2  |

### Eleccions europees
| Any  | Vots 1a pref. | %           | Escons | +/- | Grup Europeu |
| ---- | ------------- | ----------- | ------ | --- | ------------ |
| 2019 | 38.771        | 2,3% (#7)   | 0 / 13 | Nou | -            |
| 2024 | 31,802        | 1.82% (#11) | 0 / 14 | =   | -            |